# پادشاهی ادروسی
پادشاهی اُدروسی (یونانی باستان: Βασίλειον Ὀδρυσῶν؛ زبان لاتین: Regnum Odrysium) نام دولتی بود که از اتحاد ۴۰ قبیله و ۲۲ پادشاهی تراکی تشکیل شد و میان سده‌های پنجم پیش از میلاد تا یکم میلادی دوام داشت. حدود این پادشاهی برابر با کشور کنونی بلغارستان، بخش‌هایی از جنوب شرقی رومانی، بخش‌هایی از شمال یونان و تراکیهٔ شرقی ترکیه است.
به نظر می‌رسد که این پادشاهی پایتخت واحدی نداشته و پادشاهان در سکونتگاه‌های مختلفی در آن مستقر می‌شده‌اند.
تراکیه از ۵۱۶ میلادی بخشی از شاهنشاهی هخامنشی بود و بخشی از ساتراپی اسکودرا. نخستین پادشاه ادروسی ترس یکم توانست در اواسط سدهٔ پنجم پیش لز میلاد اتحادی میان قبایل تراکیه‌ای پدیدآورد. با برآمدن مقدونیان، بخش‌هایی از این پادشاهی به دست ایشان افتاد و پادشاهان ادروسی خراج‌گزار ایشان گشتند. در سال ۴۶ میلادی نهایتاً این پادشاهی ضمیمهٔ روم گردید.

## فرهنگ
صنایع دستی و فلزکاری ادروسی متأثر از شاهنشاهی هخامنشی بوده‌است. ادروسی‌ها هم مانند داس‌ها و ایلیری‌ها خود را با خالکوبی می‌آراستند. جنگ‌افزارهای ادروسی متأثر از سلت‌ها و تریبالی بود. پوشاک ادروسی از پشمِ کتان و کنف بود و جامه‌هایشان به لبه‌های رنگی مشابهتی با پوشش سکاها داشت. اشراف و پاره‌ای سربازان ادروسی کلاه بر سر می‌گذاشتند. میان آنها و یونانیان تبادلات فرهنگی برقرار بود. برخلاف یونانیان، ادروسی‌ها عادت به پوشیدن شلوار داشتند. پادشاهان ادروسی نیز متمایل به هلنیسم بودند.

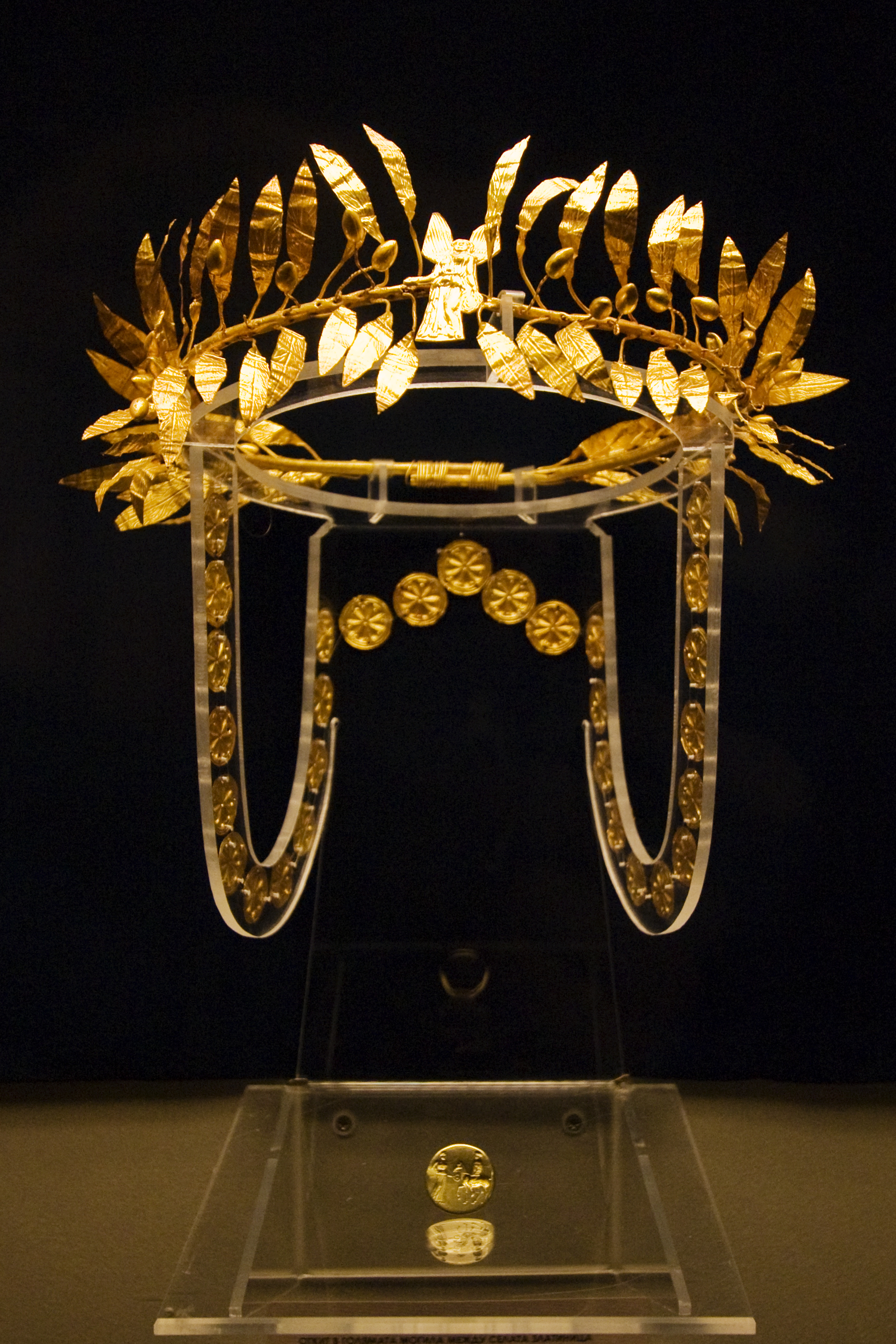
ناج زرین، یافته‌شده در آرامگاهی مربوط به یک اشراف‌زاده ادروسی در گلیاتانا موگیلا، مربوط به سدهٔ چهارم پیش از میلاد